# Route der Industriekultur Rhein-Main Main-Taunus-Kreis

Logo der Route der Industriekultur Rhein-Main

Die Route der Industriekultur Rhein-Main Main-Taunus-Kreis ist eine Teilstrecke der Route der Industriekultur Rhein-Main und umfasst die Städte Hofheim am Taunus, Kelkheim, Eppstein und Kriftel. Für die direkt am Main liegenden Städte im Main-Taunus-Kreis Hochheim am Main und Flörsheim am Main gibt es mit Route der Industriekultur Rhein-Main Hessischer Unterer Main eine eigene Teilroute.
Das Projekt versucht Denkmäler der Industriegeschichte im Rhein-Main-Gebiet zu erschließen.

## Liste der Industriekulturdenkmäler im Main-Taunus-Kreis

### Eppstein
| Main-Taunus-Kreis: Eppstein                  | Main-Taunus-Kreis: Eppstein                    | Main-Taunus-Kreis: Eppstein | Main-Taunus-Kreis: Eppstein | Main-Taunus-Kreis: Eppstein                    | Main-Taunus-Kreis: Eppstein |
| Lage                                         | Objekt                                         | Entstehungsjahr             | Beschreibung | Bild                                           |                             |
| -------------------------------------------- | ---------------------------------------------- | --------------------------- | --- | ---------------------------------------------- | --------------------------- |
| Eppstein Am Stadtbahnhof 1 (Standort)        | Bahnhof                                        | 1877                        | 1903 wurde das Empfangsgebäude komplett durch einen historistischen Bau ersetzt. Heute befinden sich dort ein „Mobilitätszentrum“, das Bürgerbüro der Stadt Eppstein und Gastronomie. | weitere Bilder                                 |                             |
| Eppstein Bundesstraße 455 (Standort)         | Brückenensemble                                |                             | | BW                                             |                             |
| Eppstein Theodor-Fliedner-Weg 5 (Standort)   | Bankiersvilla von Neufville „Villa Anna“       | ab 1890                     | Die Neufville-Anlage besteht aus mehreren Gebäuden in einer großen, landschaftlichen Parkanlage. Der Frankfurter Kaufmann Alfred von Neufville ließ Villa und Garten anlegen. Das Hauptgebäude ist die Villa Anna, ein malerisch-asymmetrisches Backsteingebäude auf hohem Sockelgeschoss mit über Eck vorgestelltem, rechteckigem Erker-Türmchen. | BW                                             |                             |
| Eppstein Burgstraße 81–83 (Standort)         | Eppsteinfolis, vormals Stanniolfabrik Eppstein | 1904                        | Von Architekt Carl Wilhelm Plöcker erbautes Kontorgebäude der Stanniolfabrik Eppstein. | Eppsteinfolis, vormals Stanniolfabrik Eppstein |                             |
| Eppstein Mendelssohnstraße 17 (Standort)     | Unternehmervilla Froelich                      | 1904                        | Zweigeschossige Villa (Architekt Carl Wilhelm Plöcker), mit Eckturm mit Kegeldach | BW                                             |                             |
| Eppstein B 455 (Ortseingang) (Standort)      | Schmelzmühlendenkmal                           | 1999                        | Die Skulptur wurde nach einem Entwurf von Walter Hertel erstellt | weitere Bilder                                 |                             |
| Eppstein Hauptstraße 13 (Standort)           | Schmelzmühle                                   |                             | | BW                                             |                             |
| Eppstein Taunusstraße 4 (Standort)           | Fabrikantenvilla Michel                        |                             | | BW                                             |                             |
| Eppstein Taunusstraße 13–15 (Standort)       | Unternehmervilla Bündelberg                    |                             | | BW                                             |                             |
| Eppstein Hauptstraße 128 (Standort)          | Fabrikantenvilla Drexel                        |                             | | BW                                             |                             |
| Eppstein Mohrsmühle 3 (Standort)             | Mohrsmühle / Farbenfabrik                      |                             | | BW                                             |                             |
| Eppstein An der Embsmühle 10–14 (Standort)   | Embsmühle / Farbenfabrik                       |                             | | BW                                             |                             |
| Eppstein Bornstr. 17 (gegenüber) (Standort)  | Pumpstation Am Bornberg                        | 1913                        | | Pumpstation Am Bornberg                        |                             |
| Eppstein-Bremthal Flur Eisenkaute (Standort) | ehemalige Erzgruben                            |                             | | BW                                             |                             |

### Kelkheim
| Main-Taunus-Kreis: Kelkheim (Taunus)                                  | Main-Taunus-Kreis: Kelkheim (Taunus)                                   | Main-Taunus-Kreis: Kelkheim (Taunus) | Main-Taunus-Kreis: Kelkheim (Taunus) | Main-Taunus-Kreis: Kelkheim (Taunus)                                   | Main-Taunus-Kreis: Kelkheim (Taunus) |
| Lage                                                                  | Objekt                                                                 | Entstehungsjahr                      | Beschreibung | Bild                                                                   |                                      |
| --------------------------------------------------------------------- | ---------------------------------------------------------------------- | ------------------------------------ | --- | ---------------------------------------------------------------------- | ------------------------------------ |
| Kelkheim Zeilsheimer Straße 8A (Standort)                             | Bahnhof Kelkheim-Münster                                               |                                      | Das ehemalige Bahnhofsgebäude des Ortes wurde 1990 von der Stadt Kelkheim vom vorigen Eigentümer FKE erworben und aufwendig umgebaut und in einen Kulturtreff umfunktioniert. Dieser konnte am 21. Februar 1996 eröffnet werden. | Bahnhof Kelkheim-Münster                                               |                                      |
| Kelkheim Frankfurter Straße 73–77 (Standort)                          | Möbelfabrik Wolf                                                       |                                      | | BW                                                                     |                                      |
| Kelkheim Dr. Winfried-Stephan-Platz (Standort)                        | Möbelbrunnen Frankenallee                                              |                                      | | BW                                                                     |                                      |
| Kelkheim Frankfurter Straße 21 (Standort)                             | Möbelindustriemuseum                                                   |                                      | | BW                                                                     |                                      |
| Kelkheim Bahnstraße 37 (Standort)                                     | Bahnhof Kelkheim-Mitte                                                 | 1902                                 | Stationsgebäude der Kleinbahn Höchst-Königstein, heute Frankfurt-Königsteiner Eisenbahn (FKE). Zweigeschossiger Baukörper mit seitlichem Risalit und hölzernem Vordach zum Bahnsteig. | BW                                                                     |                                      |
| Kelkheim-Hornau Auf der Herrnmauer/Gagernring/Luisenstraße (Standort) | Farbwerkssiedlung in Kelkheim-Hornau                                   |                                      | | BW                                                                     |                                      |
| Kelkheim Am Flachsland 29 (Standort)                                  | Technikum 29                                                           |                                      | | BW                                                                     |                                      |
| Kelkheim-Hornau (Standort)                                            | Reste der Eisenerzgrube „Fortuna“ im Wald „Reis“                       |                                      | | BW                                                                     |                                      |
| Kelkheim Robert-Koch-Straße 116 (Standort)                            | ehemalige Lungenheilstätte für Arbeiterinnen und Arbeiter „Zauberberg“ | 1894/95                              | Die ehemalige Gerhard-Domagk-Klinik wurde 1894/95 vom Frankfurter Rekonvaleszenten-Verein als Lungenheilstätte erbaut. Zu den in einem Zuge errichteten Bauten gehören außer dem Hauptgebäude die 1897 erbaute Arztvilla, das Maschinenhaus in der Kurve der Robert-Koch-Straße/Eppenhainer Straße, ein Angestelltenbau und der ehemalige Pferdestall. | ehemalige Lungenheilstätte für Arbeiterinnen und Arbeiter „Zauberberg“ |                                      |
| Kelkheim Ehlhaltener Straße 2–6 (Standort)                            | Arbeiterinnen Erholungsheim                                            |                                      | | BW                                                                     |                                      |
| Kelkheim Industriestraße 7 (Standort)                                 | Rothenberger AG                                                        |                                      | | BW                                                                     |                                      |

### Hofheim am Taunus
| Main-Taunus-Kreis: Hofheim am Taunus                                               | Main-Taunus-Kreis: Hofheim am Taunus                                     | Main-Taunus-Kreis: Hofheim am Taunus | Main-Taunus-Kreis: Hofheim am Taunus | Main-Taunus-Kreis: Hofheim am Taunus                                     | Main-Taunus-Kreis: Hofheim am Taunus |
| Lage                                                                               | Objekt                                                                   | Entstehungsjahr                      | Beschreibung | Bild                                                                     |                                      |
| ---------------------------------------------------------------------------------- | ------------------------------------------------------------------------ | ------------------------------------ | --- | ------------------------------------------------------------------------ | ------------------------------------ |
| Hofheim am Taunus Burgstraße 11 (Standort)                                         | Stadtmuseum Hofheim am Taunus, Abteilung „Lederindustrie im Lorsbachtal“ | spätes 18. Jahrhundert               | | Stadtmuseum Hofheim am Taunus, Abteilung „Lederindustrie im Lorsbachtal“ |                                      |
| Hofheim am Taunus Neugasse/Brühlstraße (Standort)                                  | Arbeiter-Wohnquartier                                                    |                                      | | BW                                                                       |                                      |
| Hofheim am Taunus Lorsbacher Straße 31 (Standort)                                  | Lederfabrik Hemmerich & Kliss                                            |                                      | | BW                                                                       |                                      |
| Hofheim am Taunus Hofheimer Straße 57 (Standort)                                   | Lederfabrik Rühl                                                         |                                      | | BW                                                                       |                                      |
| Hofheim-Lorsbach Am Bahnhof 4 (Standort)                                           | Bahnhof                                                                  | 1905                                 | Neubarocker Typenbau auf der Ortsseite östlich der Strecke - doppelgeschossiger Putzbau auf Sandsteinsockel mit Mansarddach bzw. Giebel und Terrasse im Gebäudewinkel zur Strecke. | BW                                                                       |                                      |
| Hofheim am Taunus Im Lorsbachtal 29 (Standort)                                     | Lederfabrik Wermund „Fabricasa“                                          |                                      | | BW                                                                       |                                      |
| Hofheim am Taunus - Wallau Langenhainer Straße, Flur 38, Flurstück 33/2 (Standort) | Wasserwerk                                                               |                                      | | BW                                                                       |                                      |

### Kriftel
| Main-Taunus-Kreis: Kriftel                          | Main-Taunus-Kreis: Kriftel | Main-Taunus-Kreis: Kriftel | Main-Taunus-Kreis: Kriftel | Main-Taunus-Kreis: Kriftel | Main-Taunus-Kreis: Kriftel |
| Lage                                                | Objekt                     | Entstehungsjahr            | Beschreibung               | Bild                       |                            |
| --------------------------------------------------- | -------------------------- | -------------------------- | -------------------------- | -------------------------- | -------------------------- |
| Kriftel K 822/A 66, nördlich von Kriftel (Standort) | Ziegeleipark               |                            |                            | BW                         |                            |